# Kazimierz Garstka
Kazimierz Garstka (ur. 17 października 1896 w Bukaczowcach, zm. 4–7 kwietnia 1940 w Katyniu) – major geograf Wojska Polskiego, kawaler Orderu Virtuti Militari, ofiara zbrodni katyńskiej.

## Życiorys
Urodził się w Bukaczowcach, w ówczesnym powiecie rohatyńskim Królestwa Galicji i Lodomerii, w rodzinie Jana i Zuzanny z Szybowiczów. Ukończył seminarium nauczycielskie we Lwowie. Od 1911 należał do X Drużyny Skautowej, a od 1913 do Związku Strzeleckiego we Lwowie.
7 sierpnia 1914 wcielony do I batalionu uzupełniającego 1 pułku piechoty Legionów Polskich. Następnie w szeregach 4 i 2 kompanii wziął udział we wszystkich działaniach tego pułku. Był ranny pod Kuklami (25 października 1915). Ukończył Szkołę Oficerską w Zambrowie.
„Za udział w walkach 1 pp Leg. Pol. dzielność i odwagę, szczególnie w walkach pod Tarłowem /.../ i na Wołyniu w okolicy Niesuchojedy”. Został odznaczony Orderem Virtuti Militari.
Po kryzysie przysięgowym wcielony do armii austriackiej. Został ranny w grudniu 1917 na froncie włoskim pod Cortellaco. Po wyleczeniu w kwietniu 1918 zbiegł i wstąpił pod zmienionym nazwiskiem do Polskiej Siły Zbrojnej, przydzielony do 8 kompanii 2 pułku piechoty.
Od 22 czerwca 1918 student w Wyższej Szkole Mierniczej przy Wojskowym Instytucie Geograficznym, którą ukończył awansem na podporucznika 1 marca 1919 i dostał przydział do WIG jako topograf. W lipcu 1919 awansował na porucznika. Podczas wojny polsko-bolszewickiej bronił Warszawy w szeregach 47 pułku strzelców. W 1920 pełnił służbę w Oddziale Pomiarów Wojskowych przy 1 Armii. Po wojnie nadal służył w WIG do 1939. 31 marca 1924 został mianowany kapitanem ze starszeństwem z 1 lipca 1923 i 6. lokatą w korpusie oficerów geografów. Na stopień majora został mianowany ze starszeństwem z 19 marca 1939 i 1. lokatą w korpusie oficerów geografów.
17 września 1939 w Hoszczy dostał się do sowieckiej niewoli. 26 października 1939 przebywał w Obozie jenieckim NKWD w Putywlu. W listopadzie tego roku został przewieziony do obozu w Kozielsku. Między 3 a 5 kwietnia 1940 został przekazany do dyspozycji naczelnika Obwodowego Zarządu NKWD w Smoleńsku (lista z 2 kwietnia). Między 4 a 7 kwietnia 1940 został zamordowany w Katyniu. Grób symboliczny znajduje się na cmentarzu Powązkowskim w Warszawie (kwatera 284 a wprost-6-25).
5 października 2007 minister obrony narodowej Aleksander Szczygło mianował go pośmiertnie na stopień podpułkownika. Awans został ogłoszony 9 listopada 2007, w Warszawie, w trakcie uroczystości „Katyń Pamiętamy – Uczcijmy Pamięć Bohaterów”.
Kazimierz Garstka był mężem Zofii z Targów (zm. 1958), z którą miał córkę Jadwigę (1932–2006).

## Ordery i odznaczenia
- Krzyż Srebrny Orderu Virtuti Militari nr 7141 (17 maja 1922)[9][3]
- Krzyż Niepodległości (2 sierpnia 1931)[10][3]
- Krzyż Walecznych (czterokrotnie)[3]
- Srebrny Krzyż Zasługi (19 marca 1937)[11]
- Medal Pamiątkowy za Wojnę 1918–1921[12]
- Medal Dziesięciolecia Odzyskanej Niepodległości[12]